# Erythrura hyperythra
El diamante coliverde (Erythrura hyperythra) es una especie de ave paseriforme de la familia Estrildidae propia del sureste asiático.

## Descripción
El diamante coliverde mide 11 cm de largo y pesa unos 14 gr. En los machos, la cabeza, el cuello, la espalda y las plumas de la cola de la parte superior del cuerpo son de color verde musgo. Su frente es negra y azul turquesa. La garganta, las mejillas, el pecho, el abdomen y ambas cuberteras de cola son color marrón ocre. Los ojos son grandes y de color marrón oscuro. Las patas son de color carne brillante. El pico es negro. Las hembras difieren de los machos por una diadema poco desarrollada y marrón en lugar de negra. El azul de la parte anterior de la cabeza es más opaco y menos dilatado que en el macho.

## Distribución y hábitat
Se encuentra en las montañas del sur de la península malaya, el norte de Borneo, Java, Célebes, las Filipinas y las islas menores de la Sonda. Se ha estimado que la zona donde mora abarca de 1,000,000 a 10.000.000 km².
Su hábitat natural son los bosques húmedos tropicales montanos .